# Gäddtjärnen (Tännäs socken, Härjedalen)
Gäddtjärnen är en sjö i Härjedalens kommun i Härjedalen och ingår i Ljusnans huvudavrinningsområde.